# Nilah Magruder
Nilah Magruder es una artista de cómics estadounidense que también trabaja en guiones gráficos y animación.

## Vida y carrera
Nacida en Pasadena, Maryland, Magruder obtuvo una Licenciatura en Artes en comunicación en 2005 en Hood College, así como una Licenciatura en Bellas Artes en animación por computadora en Ringling College of Art and Design.  
Fue la primera ganadora del Premio Dwayne McDuffie a la Diversidad en los Cómics en 2015 por su webcómic MFK.  En 2016 se convirtió en la primera mujer negra en escribir para Marvel Comics. Su trabajo apareció por primera vez en A Year of Marvels: September Infinite Comic #1 con un cómic crossover con los personajes Tippy-Toe, el compañero animal de la Chica Ardilla, y Rocket Raccoon de los Guardianes de la Galaxia. En 2016, Insight Comics obtuvo la licencia de MFK para distribución impresa y su primer volumen se lanzó en septiembre de 2017. También trabajó en las series Marvel Rising y Vault of Spiders. Nilah también cocreó a la superheroína Spider-Byte, que apareció por primera vez en el cómic Vault of Spiders #1 en octubre de 2018.
Además de crear cómics, Magruder también ha forjado una carrera como artista de guiones gráficos, animadora de cine y televisión e ilustradora de libros infantiles. Ha trabajado con Disney, DreamWorks y Cannon Busters.

## Obras
- Princeless: Tales of the Family Ashe (Julio de 2013, Action Lab)
- How To Find A Fox (15 de noviembre de 2016)
- A Year Of Marvels: September Infinite Comic #1 (7 de septiembre de 2016, Marvel Comics)
- M.F.K.: Book One (2017)
- Superb  #6-7 (enero a febrero de 2018, Lion Forge Comics)
- All Out: The No-Longer-Secret Stories of Queer Teens Throughout the Ages (27 de septiembre de 2018)
- Dactyl Hill Squad (11 de septiembre de 2018, ilustradora)
- Vault of Spiders #1 (octubre de 2018, Marvel Comics)
- Marvel Rising #1-5 (2019, Marvel Comics)
- Buffy the Vampire Slayer: Every Generation (2020, Boom! Studios)
- Edge of Spider-Verse #1 y #4 (2024, Marvel Comics)